# Чайка, Николай Кононович
Николай Кононович Чайка (неизвестно — ноябрь 1964, Москва) — украинский советский и профсоюзный деятель, ответственный секретарь Винницкого окружного комитета КП(б)У. Кандидат в члены ЦК КП (б) У в ноябре 1927 — июне 1930.

## Биография
Член РКП (б) с 1918 года.
Активный участник гражданской войны на Подолье. В 1920—1921 годах — заместитель председателя Подольского губернского революционного комитета (губревкома).
К 1925 году — председатель Одесского губернского Союза рабочих коммунального хозяйства.
В 1927—1928 годах — ответственный секретарь Винницкого окружного комитета КП(б)У.
С 1928 года — председатель Всеукраинского комитета Союза советских и торговых служащих (совторгслужащих). Работал на ответственной хозяйственной работе в Москве, управляющий трестом «Мосгорместпром», заведующий отделом местной промышленности Московского горкома ВКП(б).
Потом — на пенсии в Москве. Умер в ноябре 1964 года.